# کالب فاکسی
کالب فاکسی (انگلیسی: Caleb Flaxey؛ زادهٔ ۳۰ اوت ۱۹۸۳) گلف‌باز، و ورزشکار کرلینگ و از برندگان مدال‌های بازی‌های المپیک زمستانی ۲۰۱۴ اهل کانادا است.